# Логофтены
Логофтены (рум. Logofteni, Логофтень) — село в Фалештском районе Молдавии. Является административным центром коммуны Логофтены, включающей также село Молдованка.

## География
Село расположено на высоте 70 метров над уровнем моря.

## Население
По данным переписи населения 2004 года, в селе Логофтень проживает 778 человек (355 мужчин, 423 женщины).
Этнический состав села:
| Национальность | Число жителей | Процентный состав |
| -------------- | ------------- | ----------------- |
| украинцы       | 569           | 73.14             |
| молдаване      | 169           | 21.72             |
| русские        | 35            | 4.5               |
| румыны         | 1             | 0.13              |
| поляки         | 1             | 0.13              |
| прочие         | 3             | 0.39              |
| Всего          | 778           | 100%              |